# 해리 홀레
해리 홀레(Harry Hole)는 요 네스뵈의 범죄 소설 해리 홀레 시리즈의 주인공이다. 오슬로에서 활동하는 초췌한 인상의 형사로, FBI 경력이 있으며 니코틴 중독, 알코올 중독이다. 어머니는 사미인 혈통이다.
2017년작 영화 《스노우맨》에서는 마이클 패스벤더가 연기한다.